# Espérausses
Espérausses ist eine französische Gemeinde mit 155 Einwohnern (Stand: 1. Januar 2022) im Département Tarn in der Region Okzitanien. Sie gehört zum Arrondissement Castres und ist Mitglied im Gemeindeverband Communauté de communes du Haut-Languedoc. Die Bewohner werden Espéraussais und Espéraussaises genannt.
Sie grenzt im Nordwesten und im Norden an Lacaze, im Nordosten an Viane, im Osten an Berlats und im Süden und im Südwesten an Fontrieu mit Castelnau-de-Brassac.

## Bevölkerungsentwicklung
| Jahr      | 1962 | 1968 | 1975 | 1982 | 1990 | 1999 | 2008 | 2015 |
| --------- | ---- | ---- | ---- | ---- | ---- | ---- | ---- | ---- |
| Einwohner | 303  | 254  | 203  | 184  | 154  | 133  | 150  | 173  |

## Sehenswürdigkeiten

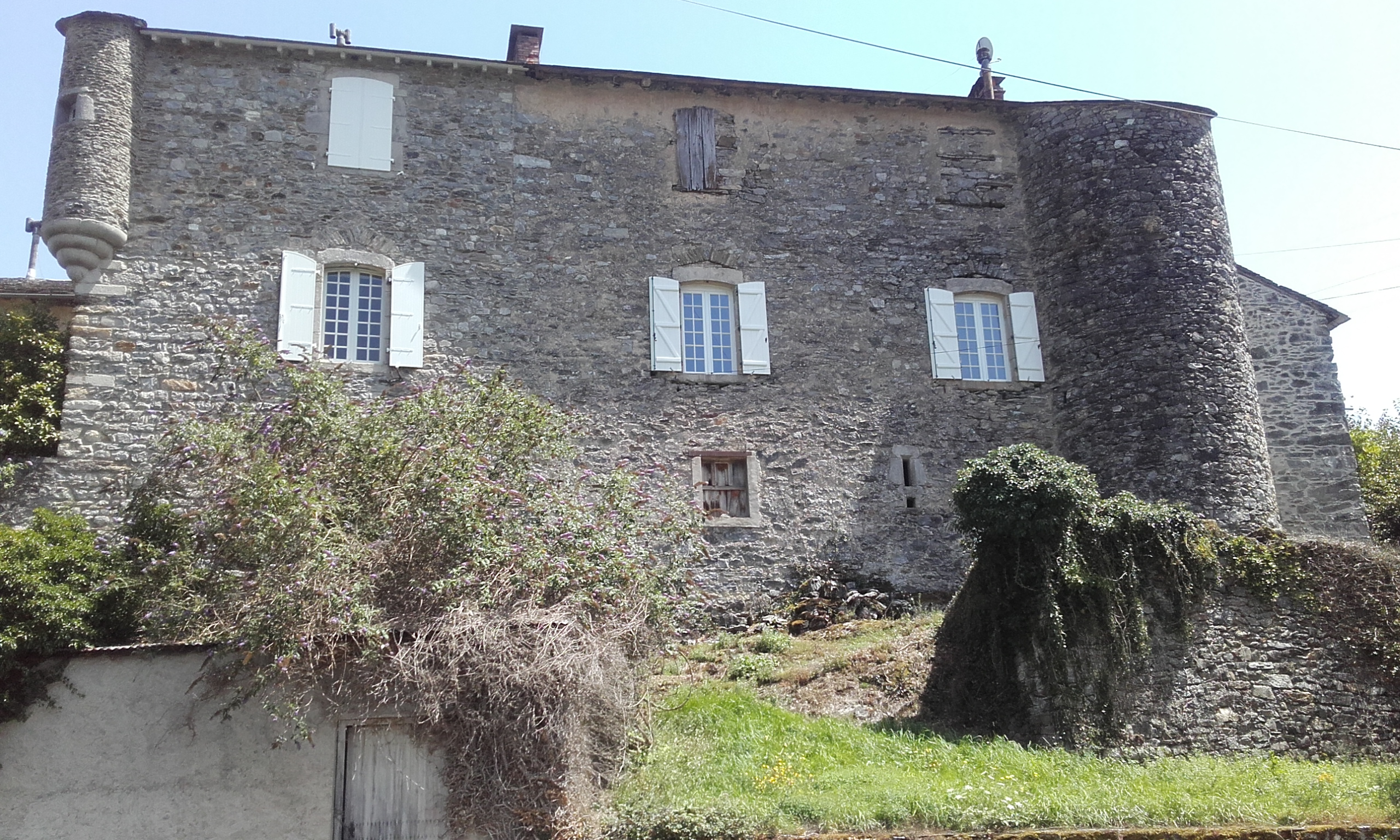
Schloss von Espérausses

- Schloss von Espérausses